# Държавно устройство на Люксембург
Люксембург е наследствена конституционна монархия.

## Законодателна власт
Законодателната власт се упражнява от еднокамарен парламент, избиран директно на всеки 5 години. Държавният съвет, състоящ се от 21 пожизнено назначавани от Великия херцог членове, има съветническа функция при писането на законите.

## Изпълнителна власт
Според конституцията от 1868 г., изпълнителната власт се разпределя между Великия херцог и кабинет, начело на който стои министър-председателят.

## Комисия по външна политика
Люксембург отдавна е най-активен член на Европейския съюз (ЕС). Под негово председателство на ЕС, изготвен от Договора от Маастрихт, Люксембург не е само първия, който изпълнява икономическите, финансови и правни като Договора от Маастрихт за страните, членки на съюза.